# غاري نيفيل
غاري ألكساندر نيفيل (بالإنجليزية: Gary Neville)‏ (مواليد 18 فبراير 1975) هو لاعب كرة قدم إنجليزي سابق ومدرب كرة قدم حالي، يحمل الرقم القياسي في تمثيل المنتخب الإنجليزي لكرة القدم كظهير أيمن (85 مباراة). هو كابتن نادي مانشستر يونايتد الإنجليزي السابق، وهو الشقيق الأكبر للاعب مانشستر يونايتد السابق وكابتن نادي إيفرتون السابق فيل نيفيل. كما أنه أعلن اعتزاله عام2011، وسبق وأن درب نادي فالنسيا.

## سيرة اللاعب
مانشستر يونايتد
انضم نيفيل مانشستر يونايتد كمتدرب في عام 1991، وكان قائدا لفريق الشباب في كأس الاتحاد الإنجليزي للشباب في أول موسم له. ولعب لأول مرة للفريق الأول في سبتمبر 1992 ضد توربيدو موسكو في كأس الاتحاد الأوروبي.
ظهر نيفيل كجزء من الفريق الشاب لاليكس فيرجسون من 1990s (الملقب بصغار فيرغي) والتي شملت شقيقه فيل، راين غيغز وديفيد بيكهام ونيكي بات وبول سكولز.
في موسم 1994-1995، أصبح الخيار الأول في مركز الظهير الأيمن عندما كان بول باركر يعاني من الإصابة، وظل كذلك حتى اعتزاله.
بعد رحيل روي كين في تشرين الثاني 2005، تم تعيين نيفيل كابتن النادي الجديد.
يوم 2 فبراير 2011، أعلن نيفيل اعتزاله كرة القدم بعد ما يقرب من 20 عاما يلعب في مانشستر يونايتد.
كان الظهور النهائي لنيفيل ضد وست بروميتش البيون يوم رأس السنة الميلادية الجديدة 2011، والتي انتهت بالانتصار 2-1.
المسيرة الدولية
قام نيفيل بأول ظهور له مع منتخب إنجلترا في عام 1995 عندماتم اختياره من قبل تيري فينابلز المباراة الدولية الودية ضد اليابان.
يوم 23 مايو عام 1996، التحق بفريق انكلترا هو وشقيقه فيل نيفيل لمباراة ضد الصين؛ كان الاخوان قد ظهرا معا أيضا في عام 1996 غي نهائي كأس الاتحاد الإنجليزي في وقت سابق، وبالتالي كان الزوج الأول من الإخوة يلعبون في الجانب الفائز بكأس الاتحاد الإنجليزي ومنتخب إنجلترا في نفس الموسم منذ هيوبرت وفرانسيس هيرون في عام 1877، قبل 119 سنوات.
تم اختياره في وقت لاحق في مركز الظهير الأيمن لمنتخب بلاده قبل خمسة مدربين مختلفين.

## روابط خارجية
- غاري نيفيل على موقع IMDb (الإنجليزية)
- غاري نيفيل على موقع قاعدة بيانات الفيلم (الإنجليزية)
- غاري نيفيل على موقع الاتحاد الدولي (مؤرشف)  (الإنجليزية)
- غاري نيفيل على موقع الاتحاد الأوربي (الإنجليزية)
- غاري نيفيل على موقع قاعدة بيانات كرة القدم.إي يو (الإنجليزية)
- غاري نيفيل على موقع بيانات كرة القدم. دي إي (الألمانية)
- غاري نيفيل على موقع ناشيونال فوتبول تيمز (الإنجليزية)
- غاري نيفيل على موقع Soccerbase.com (لاعب) (الإنجليزية)
- غاري نيفيل على موقع Soccerway.com (الإنجليزية)
- غاري نيفيل على موقع عالم كرة القدم.نت (الإنجليزية)